# Trogon cuabarrat
El trogon cuabarrat (Apaloderma vittatum) és una espècie d'ocell de la família dels trogònids (Trogonidae). Habita la selva humida localment al sud-est de Nigèria, sud de Camerun, illa de Bioko, oest d'Angola, est de la República Democràtica del Congo, Ruanda, Uganda, oest i centre de Kenya, Tanzània, nord-est de Zàmbia, Malawi i nord de Moçambic.